# Dipartimento di Kong
Il dipartimento di Kong è un dipartimento della Costa d'Avorio situato nella regione di Tchologo, distretto di Savanes.
La popolazione censita nel 2021 era pari a 118.304 abitanti.
Il dipartimento è suddiviso nelle sottoprefetture di Bilimono, Kong, Nafana e Sikolo.